# Kodak EasyShare LS633

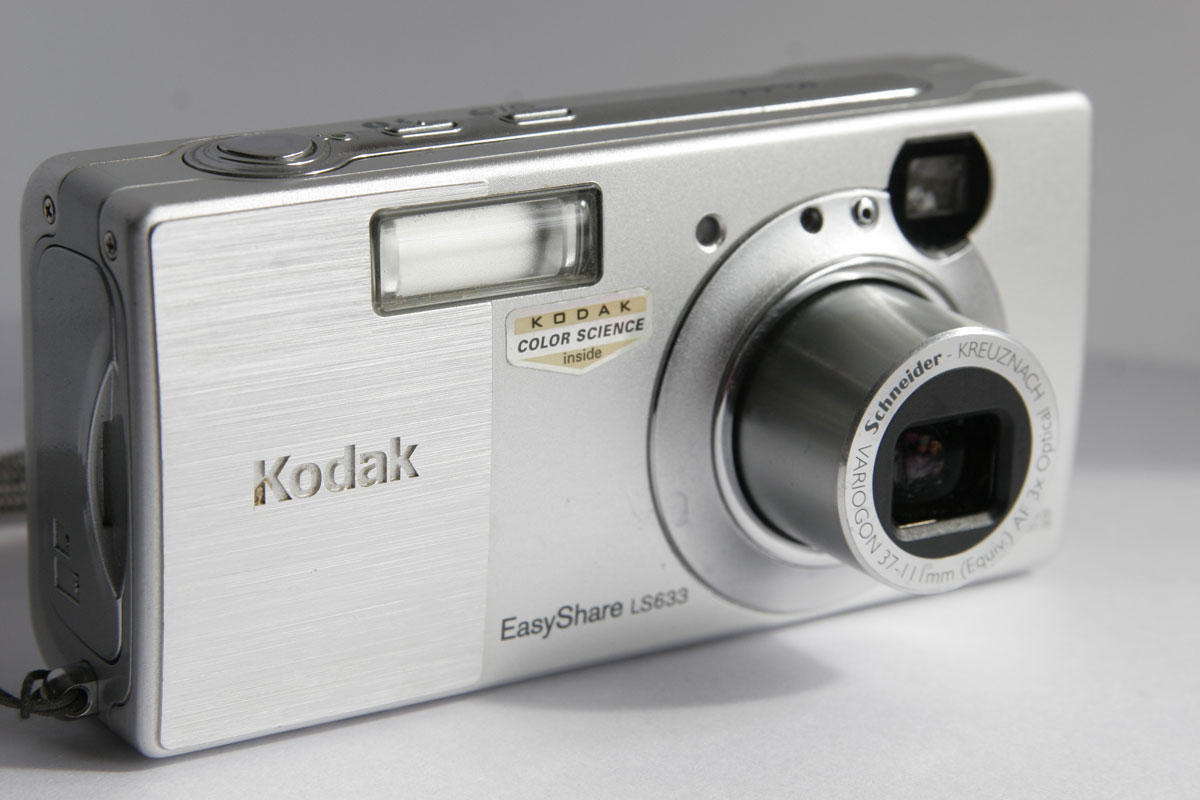
Kodak EasyShare LS633

La Kodak EasyShare LS633 è una macchina fotografica digitale della linea Easyshare di Eastman Kodak Company commercializzata dal 2003.

## Caratteristiche tecniche
- Sensore da 3 megapixel
- Obiettivo da 37-111mm
- Sensibilità ISO da 100 a 400
- Memoria interna da 16MB espandibile con schede SD e MMC fino a 2GB

## Innovazione
La sua caratteristica innovativa fu la presenza per la prima volta al mondo in una fotocamera di uno schermo da 2,2 pollici con tecnologia OLED.